# London (Kentucky)
Pour les articles homonymes, voir London.
La ville de London est le siège du comté de Laurel, dans l'État du Kentucky, aux États-Unis. Selon le recensement de 2010, sa population est de 7 993 habitants.